# Silberhütchen
Silberhütchen (engl. silver nursing cups) werden bei wunden und empfindlichen Brustwarzen während der Stillzeit angewendet. Die anatomische Form der Silberhütchen bedeckt die Brustwarzen und den Warzenhof. Zur Herstellung der Silberhütchen wird Silber verwendet.
Die Silberhütchen unterscheiden sich in ihrer Anwendung und Wirkung gegenüber herkömmlichen Stillhütchen aus Silikon oder Latex.

## Herstellung
Silberhütchen werden aus dem Edelmetall Silber (Elementsymbol „Ag“) hergestellt. Es gibt Silberhütchen in unterschiedlichen Qualitätsstufen, welche vom Feingehalt des verwendeten Silbers abhängig sind. Die höchste Qualität bieten Silberhütchen mit einem Feinsilbergehalt von 99,9 % (999er Silber).

## Sicherheit
Silberhütchen fallen in Europa unter die Richtlinie für Medizinprodukte 93/42/EWG. Ihre Klassifizierung erfolgt in die Risikoklasse 1 für Medizinprodukte. Die EU-Konformitätsbewertung (Art. 11 Richtlinie 93/42/EWG) erfolgt durch den Hersteller.

## Wirkung
Silber besitzt eine antimikrobielle Wirkung, die das Wachstum von Keimen und Bakterien verhindern kann. Der Einsatz bei entzündeten Brustwarzen kann Infektionen stoppen und so den natürlichen Wundheilungsprozess (bio-aktiver Effekt) beschleunigen. Die geschädigte Hautpartie (Mikrorisse auch bekannt als Rhagaden) kann daraufhin schneller verheilen. Die feuchte Wundheilung in Muttermilch begünstigt zudem das Überwachsen der Wunde mit neuen Hautzellen (Epithelisierung).
Eine weitere Eigenschaft der Silberhütchen ist der Schutz der wunden, gereizten oder entzündeten Brustwarzen. Sie verhindern, dass die Brustwarzen austrocknen, abknicken oder an der Kleidung scheuern bzw. verkleben.
Darüber hinaus hat das Silber einen kühlenden Effekt und kann Schmerzen, Juckreiz sowie Schwellungen lindern.  
Durch die Anwendung von Silberhütchen kann auf die Zugabe von Brustwarzensalben verzichtet werden.

## Anwendung
Silberhütchen sollten vor und nach dem Stillen auf die wunden und empfindlichen Brustwarzen aufgelegt und unter einem Still-BH getragen werden.